# Brawa

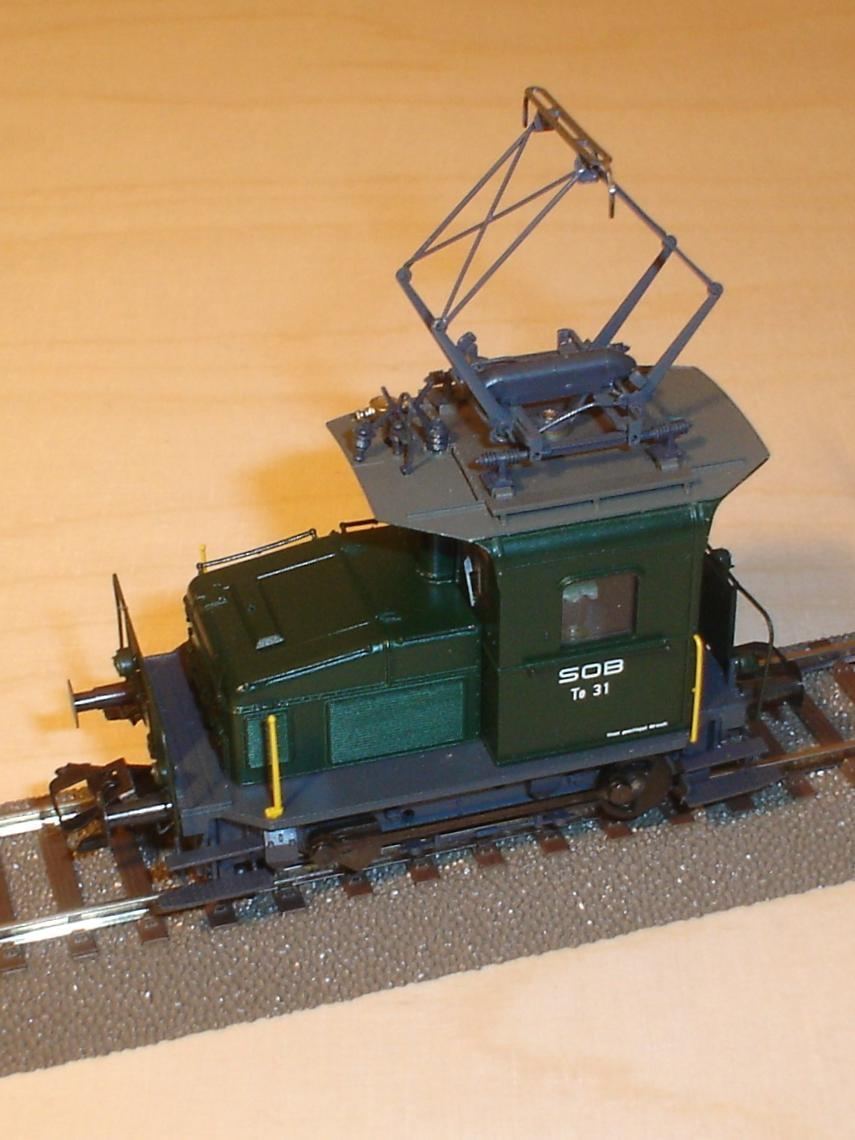
Rangeerlok Te 2/2 III van de Schweizerischen Südostbahn (SOB) in spoor H0.

Brawa is een modelspoor-fabrikant uit Remshalden in Duitsland. Het bedrijf werd in 1948 opgericht door Artur Braun in Waiblingen onder de naam "Artur Braun aus Waiblingen".
In 1963 werd de naam gewijzigd in BRA(un) WA(iblingen) (BRAWA Artur Braun Modellspielwarenfabrik GmbH + Co.).
In 1970 verhuisde het bedrijf naar Remshalden. Daar werd de onderneming "Braunkabel" opgericht voor de productie van kabels.
Brawa is gespecialiseerd in het maken van gedetailleerde modeltreinen en modelelektronica in de schalen N, TT, H0 en 0. In de schalen Z en IIm worden alleen toebehoren geproduceerd (stand 2012). In de jaren 2005-2009 produceerde Brawa ook treinen voor schaal IIm. Een specialiteit zijn de N- en H0-modellen van kabelbanen.